# Collegio di Loughborough
Loughborough  è un collegio elettorale inglese situato nel Leicestershire, nelle Midlands Orientali, rappresentato alla Camera dei comuni del Parlamento del Regno Unito. Elegge un membro del parlamento con il sistema maggioritario a turno unico; l'attuale parlamentare è Jeevun Sandher del Partito Laburista, che rappresenta il collegio dal 2024.

## Estensione

Loughborough dal 2010 al 2024

- 1885–1918: la divisione sessionale di Loughborough ad eccezione delle parrocchie civili di Cossington, Seagrave e Sileby, e parti delle divisioni sessionali di Ashby-de-la-Zouch e Leicester.
- 1918–1950: il Municipal Borough di Loughborough, i distretti urbani di Ashby-de-la-Zouch, Ashby Woulds e Shepshed, i distretti rurali di Castle Donington e Loughborough, e il distretto rurale di Ashby-de-la-Zouch eccetto la parrocchia civile di Bardon.
- 1950–1955: il Municipal Borough di Loughborough, i distretti urbani di Ashby-de-la-Zouch, Ashby Woulds e Shepshed e i distretti rurali di Ashby-de-la-Zouch e Castle Donington.
- 1955–1974: il Municipal Borough di Loughborough, i distretti urbani di Ashby-de-la-Zouch, Ashby Woulds e Shepshed, il distretto rurale di Ashby-de-la-Zouch e Castle Donington.
- 1974–1983: il Municipal Borough di Loughborough, i distretti urbani di Ashby-de-la-Zouch, Ashby Woulds e Shepshed, il distretto rurale di e Castle Donington.
- 1983–1997: i ward del borgo di Charnwood di Ashby, Barrow upon Soar and Quorndon, Birstall Goscote, Birstall Greengate, Birstall Netherhall, Birstall Riverside, Birstall Stonehill, Garendon, Hastings, Hathern, Lemyngton, Nanpantan, Mountsorrel and Rothley, Outwoods, Sileby, Southfields, Storer, The Wolds, Thurcaston, Woodhouse and Swithland e Woodthorpe.
- 1997–2010: i ward del borgo di Charnwood di Ashby, Barrow upon Soar and Quorndon, Garendon, Hastings, Hathern, Lemyngton, Nanpantan, Outwoods, Shepshed East, Shepshed West, Sileby, Southfields, Storer, The Wolds e Woodthorpe.
- 2010–2024: i ward del borgo di Charnwood di Barrow and Sileby West, Loughborough Ashby, Loughborough Dishley and Hathern, Loughborough Garendon, Loughborough Hastings, Loughborough Lemyngton, Loughborough Nanpantan, Loughborough Outwoods, Loughborough Shelthorpe, Loughborough Southfields, Loughborough Storer, Quorn and Mountsorrel Castle, Shepshed East, Shepshed West, Sileby e The Wolds.
- dal 2024: i ward del borgo di Charnwood di Barrow upon Soar; Dishley, Hathern and Thorpe Acre; Loughborough Ashby; Loughborough East; Loughborough Nanpantan, Loughborough Outwoods and Shelthorpe; Loughborough Southfields; Loughborough Storer; Loughborough Woodthorpe; Quorn and Mountsorrel Castle, Shepshed East, Shepshed West; The Wolds e una piccola parte di Sileby and Seagrave.[1]

## Membri del parlamento
| Elezione | Elezione     | Deputato                | Partito            |
| -------- | ------------ | ----------------------- | ------------------ |
|          | 1885         | Edward Johnson-Ferguson | Liberale           |
|          | 1886         | Edwin de Lisle          | Conservatore       |
|          | 1892         | Edward Johnson-Ferguson | Liberale           |
| 1900     | Maurice Levy |                         | Liberale           |
| 1918     | Oscar Guest  |                         | Liberale           |
|          | 1922         | Edward Spears           | Liberale Nazionale |
|          | 1924         | Frank Rye               | Conservatore       |
|          | 1929         | George Ernest Winterton | Laburista          |
|          | 1931         | Lawrence Kimball        | Conservatore       |
|          | 1945         | Mont Follick            | Laburista          |
| 1955     | John Cronin  |                         | Laburista          |
|          | 1979         | Stephen Dorrell         | Conservatore       |
|          | 1997         | Andy Reed               | Laburista Co-Op    |
|          | 2010         | Nicky Morgan            | Conservatore       |
| 2019     | Jane Hunt    |                         | Conservatore       |
|          | 2024         | Jeevun Sandher          | Laburista          |

## Elezioni

### Elezioni negli anni 2020
| Partito                    | Partito                                           | Candidato                  | Risultati 4 luglio 2024 | Risultati 4 luglio 2024 |
| Partito                    | Partito                                           | Candidato                  | Voti                    | %                       |
| -------------------------- | ------------------------------------------------- | -------------------------- | ----------------------- | ----------------------- |
|                            | Laburista                                         | Jeevun Sandher             | 17 249                  | 40,82                   |
|                            | Conservatore                                      | Jane Hunt                  | 12 289                  | 29,08                   |
|                            | Reform UK                                         | Andy McWilliam             | 7 204                   | 17,05                   |
|                            | Verdi                                             | Hans Zollinger-Ball        | 2 956                   | 6,99                    |
|                            | Lib Dem                                           | Ian Sharpe                 | 2 561                   | 6,06                    |
|                            |                                                   |                            |                         |                         |
| Iscritti                   | Iscritti                                          | Iscritti                   | 68 996                  | 100,00                  |
| ↳ Votanti (% su iscritti)  | ↳ Votanti (% su iscritti)                         | ↳ Votanti (% su iscritti)  | 42 259                  | 61,25                   |
| ↳ Astenuti (% su iscritti) | ↳ Astenuti (% su iscritti)                        | ↳ Astenuti (% su iscritti) | 26 737                  | 38,75                   |
|                            |                                                   |                            |                         |                         |
|                            | Esito: collegio passa da Conservatore a Laburista |                            |                         |                         |

### Elezioni negli anni 2010
| Partito                    | Partito                                   | Candidato                  | Risultati 12 dicembre 2019 | Risultati 12 dicembre 2019 |
| Partito                    | Partito                                   | Candidato                  | Voti                       | %                          |
| -------------------------- | ----------------------------------------- | -------------------------- | -------------------------- | -------------------------- |
|                            | Conservatore                              | Jane Hunt                  | 27 954                     | 51,17                      |
|                            | Laburista                                 | Stuart Brady               | 20 785                     | 38,05                      |
|                            | Lib Dem                                   | Ian Sharpe                 | 4 153                      | 7,60                       |
|                            | Verdi                                     | Wesley Walton              | 1 504                      | 2,75                       |
|                            | Indipendente                              | Queenie Tea                | 235                        | 0,43                       |
|                            |                                           |                            |                            |                            |
| Iscritti                   | Iscritti                                  | Iscritti                   | 79 776                     | 100,00                     |
| ↳ Votanti (% su iscritti)  | ↳ Votanti (% su iscritti)                 | ↳ Votanti (% su iscritti)  | 54 631                     | 68,48                      |
| ↳ Astenuti (% su iscritti) | ↳ Astenuti (% su iscritti)                | ↳ Astenuti (% su iscritti) | 25 145                     | 31,52                      |
|                            |                                           |                            |                            |                            |
|                            | Esito: collegio confermato a Conservatore |                            |                            |                            |

| Partito                    | Partito                                   | Candidato                  | Risultati 8 giugno 2017 | Risultati 8 giugno 2017 |
| Partito                    | Partito                                   | Candidato                  | Voti                    | %                       |
| -------------------------- | ----------------------------------------- | -------------------------- | ----------------------- | ----------------------- |
|                            | Conservatore                              | Nicky Morgan               | 27 022                  | 49,90                   |
|                            | Laburista                                 | Jewel Miah                 | 22 753                  | 42,02                   |
|                            | Lib Dem                                   | David Walker               | 1 937                   | 3,58                    |
|                            | UKIP                                      | Andy McWilliam             | 1 465                   | 2,71                    |
|                            | Verdi                                     | Philip Leicester           | 971                     | 1,79                    |
|                            |                                           |                            |                         |                         |
| Iscritti                   | Iscritti                                  | Iscritti                   | 79 629                  | 100,00                  |
| ↳ Votanti (% su iscritti)  | ↳ Votanti (% su iscritti)                 | ↳ Votanti (% su iscritti)  | 54 148                  | 68,00                   |
| ↳ Astenuti (% su iscritti) | ↳ Astenuti (% su iscritti)                | ↳ Astenuti (% su iscritti) | 25 481                  | 32,00                   |
|                            |                                           |                            |                         |                         |
|                            | Esito: collegio confermato a Conservatore |                            |                         |                         |

| Partito                    | Partito                                   | Candidato                  | Risultati 7 maggio 2015 | Risultati 7 maggio 2015 |
| Partito                    | Partito                                   | Candidato                  | Voti                    | %                       |
| -------------------------- | ----------------------------------------- | -------------------------- | ----------------------- | ----------------------- |
|                            | Conservatore                              | Nicky Morgan               | 25 762                  | 49,52                   |
|                            | Laburista                                 | Matthew O'Callaghan        | 16 579                  | 31,87                   |
|                            | UKIP                                      | Bill Piper                 | 5 704                   | 10,97                   |
|                            | Lib Dem                                   | Stephen Coltman            | 2 130                   | 4,09                    |
|                            | Verdi                                     | Matt Sisson                | 1 845                   | 3,55                    |
|                            |                                           |                            |                         |                         |
| Iscritti                   | Iscritti                                  | Iscritti                   | 71 652                  | 100,00                  |
| ↳ Votanti (% su iscritti)  | ↳ Votanti (% su iscritti)                 | ↳ Votanti (% su iscritti)  | 52 020                  | 72,60                   |
| ↳ Astenuti (% su iscritti) | ↳ Astenuti (% su iscritti)                | ↳ Astenuti (% su iscritti) | 19 632                  | 27,40                   |
|                            |                                           |                            |                         |                         |
|                            | Esito: collegio confermato a Conservatore |                            |                         |                         |

| Partito                    | Partito                                                 | Candidato                  | Risultati 6 maggio 2010 | Risultati 6 maggio 2010 |
| Partito                    | Partito                                                 | Candidato                  | Voti                    | %                       |
| -------------------------- | ------------------------------------------------------- | -------------------------- | ----------------------- | ----------------------- |
|                            | Conservatore                                            | Nicky Morgan               | 21 971                  | 41,58                   |
|                            | Laburista Co-Op                                         | Andy Reed                  | 18 227                  | 34,50                   |
|                            | Lib Dem                                                 | Mike Willis                | 9 675                   | 18,31                   |
|                            | BNP                                                     | Kevan Stafford             | 2 040                   | 3,86                    |
|                            | UKIP                                                    | John Foden                 | 925                     | 1,75                    |
|                            |                                                         |                            |                         |                         |
| Iscritti                   | Iscritti                                                | Iscritti                   | 77 475                  | 100,00                  |
| ↳ Votanti (% su iscritti)  | ↳ Votanti (% su iscritti)                               | ↳ Votanti (% su iscritti)  | 52 838                  | 68,20                   |
| ↳ Astenuti (% su iscritti) | ↳ Astenuti (% su iscritti)                              | ↳ Astenuti (% su iscritti) | 24 637                  | 31,80                   |
|                            |                                                         |                            |                         |                         |
|                            | Esito: collegio passa da Laburista Co-Op a Conservatore |                            |                         |                         |

### Elezioni negli anni 2000
| Partito                    | Partito                                      | Candidato                  | Risultati 5 maggio 2005 | Risultati 5 maggio 2005 |
| Partito                    | Partito                                      | Candidato                  | Voti                    | %                       |
| -------------------------- | -------------------------------------------- | -------------------------- | ----------------------- | ----------------------- |
|                            | Laburista Co-Op                              | Andy Reed                  | 19 098                  | 41,39                   |
|                            | Conservatore                                 | Nicky Morgan               | 17 102                  | 37,07                   |
|                            | Lib Dem                                      | Graeme Smith               | 8 258                   | 17,90                   |
|                            | UKIP                                         | Bernard Sherratt           | 1 094                   | 2,37                    |
|                            | Veritas                                      | John McVay                 | 588                     | 1,27                    |
|                            |                                              |                            |                         |                         |
| Iscritti                   | Iscritti                                     | Iscritti                   | 72 319                  | 100,00                  |
| ↳ Votanti (% su iscritti)  | ↳ Votanti (% su iscritti)                    | ↳ Votanti (% su iscritti)  | 46 140                  | 63,80                   |
| ↳ Astenuti (% su iscritti) | ↳ Astenuti (% su iscritti)                   | ↳ Astenuti (% su iscritti) | 26 179                  | 36,20                   |
|                            |                                              |                            |                         |                         |
|                            | Esito: collegio confermato a Laburista Co-Op |                            |                         |                         |

| Partito                    | Partito                                      | Candidato                  | Risultati 7 giugno 2001 | Risultati 7 giugno 2001 |
| Partito                    | Partito                                      | Candidato                  | Voti                    | %                       |
| -------------------------- | -------------------------------------------- | -------------------------- | ----------------------- | ----------------------- |
|                            | Laburista Co-Op                              | Andy Reed                  | 22 016                  | 49,75                   |
|                            | Conservatore                                 | Neil Lyon                  | 15 638                  | 35,34                   |
|                            | Lib Dem                                      | Julie Simons               | 5 667                   | 12,81                   |
|                            | UKIP                                         | John Bigger                | 933                     | 2,11                    |
|                            |                                              |                            |                         |                         |
| Iscritti                   | Iscritti                                     | Iscritti                   | 64 949                  | 100,00                  |
| ↳ Votanti (% su iscritti)  | ↳ Votanti (% su iscritti)                    | ↳ Votanti (% su iscritti)  | 44 254                  | 68,14                   |
| ↳ Astenuti (% su iscritti) | ↳ Astenuti (% su iscritti)                   | ↳ Astenuti (% su iscritti) | 20 695                  | 31,86                   |
|                            |                                              |                            |                         |                         |
|                            | Esito: collegio confermato a Laburista Co-Op |                            |                         |                         |

## Risultati dei referendum

### Referendum sulla permanenza del Regno Unito nell'Unione europea del 2016
|             | Collegio     | Lasciare UE % | Rimanere in UE % |
| ----------- | ------------ | ------------- | ---------------- |
|             | Loughborough | 49,6%         | 50,4%            |
|             | Inghilterra  | 53,3%         | 46,7%            |
| Regno Unito | 51,9%        | 48,1%         |                  |